# Wysoka Gryfińska
Wysoka Gryfińska [vɨˈsɔka ɡrɨˈfiɲska] (Wittstock của Đức) là một khu định cư ở khu hành chính của Gmina Gryfino, thuộc hạt Gryfino, West Pomeranian Voivodeship, ở phía tây bắc Ba Lan, gần biên giới Đức.
Nó nằm khoảng 10 kilômét (6 mi) phía đông bắc Gryfino và 15 km (9 mi) phía nam thủ đô khu vực Szczecin.